# Gianluca Lamacchi
Gianluca Lamacchi (Bolzano, 28 gennaio 1972) è un ex calciatore italiano, di ruolo difensore o mediano.

## Caratteristiche tecniche
Partito nelle giovanili come regista e punta, nell'Hellas Verona come mezz'ala sinistra, il suo ruolo definitivo fu come difensore centrale, dove comunque ha saputo adattarsi a tutti i ruoli del reparto arretrato: a Piacenza è stato impiegato anche come libero e terzino (sia a destra che a sinistra). Inoltre è stato impiegato anche a centrocampo, come mediano o come esterno.

## Carriera
Ha mosso i primi passi, assieme al fratello Arnaldo, nelle file della Juventus Club di Bolzano e poi nell'Inter Club di Bolzano, da cui passa al Siena quattordicenne e con il quale esordisce sedicenne nel campionato di Serie C2 1988-1989. Si trasferisce poi all'Hellas Verona, che lo manda in prestito al Siena e al Licata, entrambe in Serie C1, prima di riportarlo alla base e farlo esordire in Serie B nella stagione 1992-1993.
Nell'ottobre 1995 passa alla Fidelis Andria, con cui retrocede in Serie C1. Si trasferisce quindi al Pescara, con cui disputa altre due stagioni nella serie cadetta.
Nell'estate 1998 passa al Piacenza, con il quale esordisce in Serie A sotto la guida di Giuseppe Materazzi. In Emilia rimane per cinque stagioni consecutive, conquistando due salvezze e una promozione dalla Serie B alla Serie A (2000-2001) e mettendo a segno il suo unico gol nella massima serie contro il Perugia, nella stagione di esordio.
Nella stagione 2003-2004 viene acquistato dal Genoa, in Serie B; tuttavia, a seguito del parere negativo dell'allenatore Roberto Donadoni, viene prestato al Como del patron Enrico Preziosi. Dopo una stagione (culminata con la retrocessione in Serie C1) Preziosi lo porta al Genoa, nel quale gioca da titolare sotto la guida di Serse Cosmi, conquistando la promozione in Serie A. Tuttavia il Genoa viene retrocesso in Serie C1 a tavolino, e Lamacchi rimane in Liguria anche per la nuova stagione. A causa di una lite con l'allenatore Vavassori viene escluso dalla rosa della squadra, per poi rientrare con l'esonero del tecnico di Bergamo e con l'arrivo di Perotti. All'inizio della stagione 2006-2007 rescinde il contratto e termina la propria carriera agonistica.
In carriera ha collezionato complessivamente 92 presenze e 1 rete in Serie A, tutte col Piacenza, e 232 presenze e 2 reti in Serie B.